# Ножевой бой
Ножево́й бой (короткоклинко́вое фехтова́ние, ножево́е фехтова́ние) — одна из разновидностей фехтования, характеризуемая работой с короткоклинковыми типами холодного оружия (чаще всего ножом) или макетами, имитирующими короткоклинковое холодное оружие.
Как и большинство видов фехтования имеет военно-прикладное и спортивное направления.

## История ножевого боя

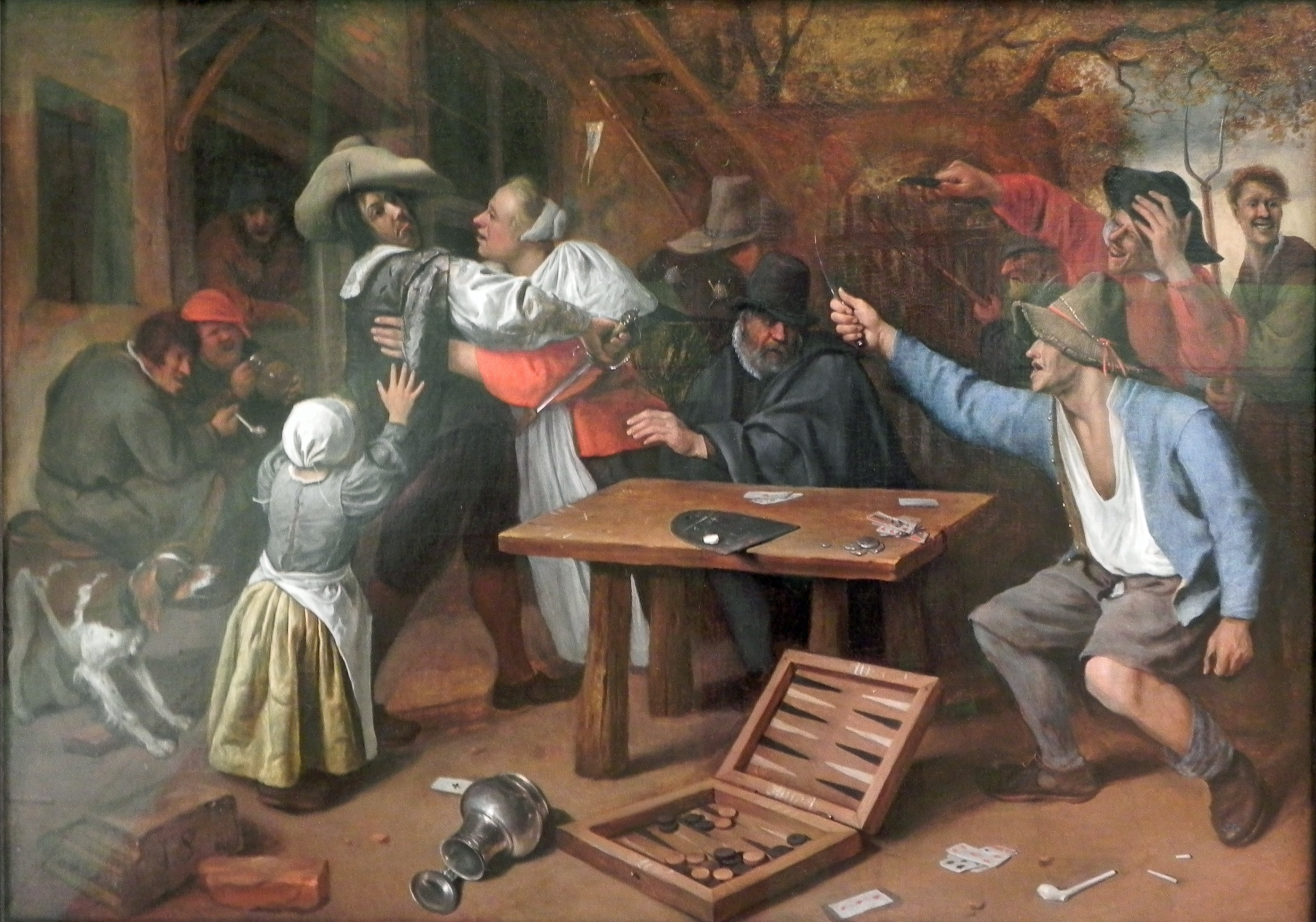
Картина «Аргумент в карточной игре» голландского живописца Яна Стена (XVII век)

На протяжении истории развития ножевого боя, различные школы, обучающие работе с ножом, развивали по всему миру. Каждая из них имеет свои отличия в зависимости от территориальной расположенности и культуры их происхождения. Эти отличия проявляются в форме клинка, его хвате и, соответственно, в технических элемента
.

#### Филиппинские боевые искусства
Филиппинские боевые искусства основаны на комбинировании различных боевых искусств. Работа с ножом — частный случай филиппинских боевых искусств. На их формирование оказали существенное влияние средневековые войны. Примерами филиппинских боевых искусств являются арнис, Кали.

#### Восточные единоборства
В восточных единоборствах существуют несколько национальных школ ножевого боя. Известны филиппинская школа ножевого боя, индонезийская, малайская, бирманская, тайская, вьетнамская. Примером японской школы ножевого боя является искусство танто-дзюцу.

### Современные школы

#### Армейская система
Армейская система ножевого боя является частью армейского рукопашного боя. Как правило это атакующая система, которая позволяет обучиться работе с холодным оружием в сжатые сроки. Основополагающими факторами при обучении этой системе являются армейские уставы и практический опыт инструкторов.

#### Спортивный ножевой бой
Спортивный ножевой бой существует достаточно давно и берет своё начало от учебных поединков. Инструктор по ножевому бою Быков Роман Юрьевич (Новосибирск) даёт такое определение: «Спортивный ножевой бой — это система, использующая макеты короткого холодного оружия для моделирования действий оппонентов при боевом столкновении. Служит для стимулирования изучения работы холодным оружием и уменьшения травматизма на учебных занятиях». 

#### Прикладной ножевой бой
Прикладной ножевой бой (изучают защиту при помощи ножа от безоружного противника или вооружённого другим оружием, превосходящего физически или технически, защиту от группового нападения, защиту от противника, вооружённого не ножом, а каким-либо другим оружием или предметом, моделируют ситуации уличного нападения и защиту от него с помощью ножа). Известные школы ножевого боя: МАКО, Сокол, Blade Brothers, Fratria Fortis, Толпар, Спас, система ножевого боя СКОПА.

## Нож в криминальном мире
Как и много лет назад нож (или заточка) является непременным атрибутом криминального мира. В случае убийства приёмы ножевого боя, как правило, рассчитаны на отвлекающий манёвр и внезапное поражение противника. Kроме убийства, нож часто используют как средство наказания или унижения; есть свидетельства, что во время поножовщины было возможно преднамеренное ослепление противника горизонтальным порезом по глазам.